# Planet Zoo
Planet Zoo est un jeu vidéo de simulation et de gestion d'un parc zoologique, développé et édité par Frontier Developments. Le jeu est disponible depuis le 5 novembre 2019 sur Microsoft Windows et le 26 Mars 2024 sur Ps5 et Xbox Series.
Le jeu est déclaré comme le successeur spirituel de la franchise Zoo Tycoon débutée en 2001 et dont le dernier opus sur console de salon est sorti en 2013,,.

## Système de jeu

### Généralités
Le système de jeu est en partie similaire au précédent jeu de la franchise portant sur la gestion d'un parc à thème, Planet Coaster, sorti en 2016 ; comme dans les autres jeux de la série Zoo Tycoon, le joueur doit construire et gérer un parc zoologique.

### Animaux
À sa sortie, le jeu propose plus d'une cinquantaine d'espèces animales ; au total, 202 espèces sont disponibles. Elles peuvent être présentées dans des enclos ou dans des vivariums,.
Les 73 animaux présents de base sont :
- Anaconda jaune (possède une variante albinos)
- Antilope d’Amérique (possède une variante albinos et une variante pie)
- Araignée bananière
- Autruche d'Afrique (possède une variante leucistique)
- Bison d’Amérique du Nord (possède une variante albinos)
- Blatte rhinocéros
- Boa constricteur (possède une variante albinos)
- Bongo
- Bonobo (possède une variante albinos)
- Buffle d'Afrique (possède une variante albinos)
- Chameau de Bactriane (possède une variante leucistique et pie)
- Chimpanzé verus (possède une variante albinos)
- Crocodile marin (possède une variante albinos)
- Crotale diamantin de l'Ouest (possède une variante albinos)
- Éléphant d'Afrique (possède une variante albinos claire)
- Éléphant indien (possède une variante albinos claire)
- Escargot tigre
- Flamant rose
- Gavial du Gange (possède une variante leucistique)
- Girafe réticulée (possède une variante leucique)
- Gnou noir (possède une variante albinos)
- Gorille des plaines de l'Ouest (possède une variante albinos)
- Grenouille goliath
- Grenouille vénéneuse de Lehmann
- Grizzli (possède une variante albinos)
- Guépard (possède deux variantes : une variante mutante sans taches et la variante Guépard royal)
- Hippopotame (possède une variante albinos)
- Hippotrague noir
- Hyène tachetée
- Iguane des Petites Antilles (possède une variante leucique)
- Iguane vert (possède une variante leucique)
- Kokoï de Colombie
- Lion d'Afrique de l'Ouest (possède une variante leucique)
- Loup gris (possède une variante mélanique)
- Lycaon
- Maki catta (possède une variante leucique)
- Macaque japonais
- Mandrill
- Monstre de Gila
- Mygale à pattes rouges
- Mygale de Leblond
- Mygale saumonée
- Nyala (possède une variante blanche non albinos claire et une variante pie)
- Okapi
- Orang-outan de Bornéo (possède une variante albinos)
- Oryctérope du Cap (possède une variante albinos)
- Oryx gazelle (possède une variante albinos)
- Ours isabelle
- Ours noir de Taiwan (possède une variante dorée)
- Panda géant (possède une variante albinos)
- Petit panda
- Pangolin de Chine
- Panthère des neiges
- Paon bleu (possède une variante leucique)
- Phacochère (possède une variante leucique)
- Rhinocéros indien
- Scarabée goliath
- Scolopendre géant
- Scorpion forestier géant
- Scorpion velu du désert
- Serpent brun (possède une variante leucique)
- Springbok (possède une variante blanche non albinos et une variante pie, dénommée Sprinbok royale)
- Tapir de Baird (possède une variante albinos)
- Tigre de Sibérie (possède une variante leucique)
- Tigre du Bengale (possède une variante leucique)
- Titan
- Tortue géante des Galápagos
- Tortue géante des Seychelles (possède une variante albinos)
- Varan du Nil (possède une variante leucique)
- Vari roux
- Vipère de la mort (possède une variante albinos)
- Vipère heurtante (possède une variante albinos)
- Zèbre des plaines (possède une variante amélanique)

L'édition Deluxe du jeu ajoute trois animaux :
- Varan de Komodo
- Gazelle de Thomson
- Hippopotame nain

Le DLC « Pack Arctique » ajoute quatre animaux :
- Loup arctique
- Mouflon de Dall
- Ours polaire
- Renne (possède deux variantes : blanche non albinos et marron clair et blanc)

Le DLC « Pack Amérique du Sud » ajoute cinq animaux :
- Fourmilier géant/Tamanoir (possède une variante érythrique)
- Jaguar (possède une variante mélanique)
- Lama (possède quatre variantes normales : brune, dorée, blanche (leucique) et blanche à taches brunes)
- Rainette aux yeux rouges
- Sapajou capucin (possède une variante leucistique)

Le DLC « Pack Australie » ajoute cinq animaux :
- Casoar à casque
- Dingo
- Kangourou roux (possède une variante leucique)
- Koala (possède une variante albinos claire)
- Scinque à langue bleue

Le DLC « Pack Aquatique » ajoute cinq animaux :
- Caïman nain (possède une variante albinos)
- Loutre géante
- Manchot royal
- Phoque gris
- Tortue diamant

Le DLC « Asie du Sud-Est » ajoute huit animaux :
- Babiroussa des Célèbes
- Binturong
- Dhole
- Nasique
- Ours malais
- Panthère nébuleuse
- Phyllie géante
- Tapir de Malaisie

Le DLC « Afrique » ajoute cinq animaux :
- Fennec
- Manchot du Cap (possède une variante brune)
- Rhinocéros blanc du Sud
- Scarabée sacré
- Suricate

Le DLC « Amérique du Nord » ajoute huit animaux :
- Alligator d'Amérique (possède une variante albinos)
- Castor du Canada
- Chien de prairie à queue noire (possède une variante leucique)
- Élan (possède une variante leucique)
- Grenouille-taureau (possède une variante albinos)
- Otarie de Californie (possède trois variantes: noir, marron et beige)
- Puma
- Renard polaire (possède une variante bleu)

Une mise à jour anniversaire (1.7.2) ajoute un animal :
- Vari noir et blanc

Le DLC « Europe » ajoute cinq animaux :
- Blaireau européen (possède deux variantes : albinos et érythrique)
- Bouquetin des Alpes
- Daim (possède trois variantes : leucique, mélanique et ménil)
- Lynx d'Eurasie/boréal (possède une variante leucique)
- Salamandre de feu/tachetée (possède une variante albinos)

Le DLC « Zones humides » ajoute huit animaux :
- Buffle sauvage d'Asie (possède une variante albinos)
- Caïman à lunettes
- Capybara (possède une variante albinos)
- Cobe de Mrs Gray
- Grue du Japon
- Loutre cendrée (possède une variante albinos)
- Ornithorynque
- Triton à crête

Le DLC « Préservation » ajoute cinq animaux :
- Axolotl (possède 8 variantes : mélanique, albinos jaune, leucique, les autres dites réglisse, citron, fraise, myrtille et chocolat)
- Cheval de Przewalski
- Léopard de l'Amour (possède une variante mélanique)
- Oryx algazelle
- Siamang

Le DLC « Crépuscule » ajoute cinq animaux :
- Mouffette rayée (possède une variante albinos et érythrique)
- Raton laveur (possède trois variantes : grise, leucistique et mélanique)
- Renard roux (possède six variantes : rouge-brune, leucique, mélanique (noir complet), mélanique (argenté), croisée et pie. Il est aussi possible que l'animal puisse arborer une variante pie en plus d'une des cinq autres en même temps)
- Roussette d'Égypte (possède une variante albinos)
- Wombat commun (possède une variante leucique)

Une mise à jour anniversaire (1.11.2) ajoute un animal :
- Cerf élaphe (possède une variante leucique)

Le DLC « Prairies » ajoute 12 animaux :
- Tatou à neuf bandes
- Émeu (possède une variante leucique)
- Loup à crinière
- Gnou bleu (possède deux variantes : albinos et dorée)
- Wallaby à cou rouge/de Bennet (possède une variante albinos)
- Caracal (possède une variante mélanique)
- Hyène rayée
- Papillons (en 5 espèces)
  - Machaon
  - Monarque (possède une variante blanche)
  - Morpho bleu
  - Paon-du-jour
  - Piéride des jardins

Le DLC « Pack Tropical » ajoute cinq animaux :
- Gibbon à mains blanches
- Fossa
- Varan malais (possède une variante albinos et mélanique)
- Potamochère roux
- Paresseux à gorge brune

Le DLC « Pack Zones arides » ajoute huit animaux :
- Gazella dama
- Dromadaire (possède une variante mélanique, leucistique et pie)
- Addax
- Chat des sables
- Âne sauvage de Somalie
- Rhinocéros noir
- Porc-épic à crête (possède une variante albinos)
- Vipère à cornes

Le DLC « Océanie » ajoute cinq animaux :
- Diable de Tasmanie
- Kiwi de Mantell
- Quokka
- Manchot pygmée
- Renard volant à lunettes

Une mise à jour anniversaire (1.15.2) ajoute un animal :
- Pécari à collier

Le DLC « Eurasie » ajoute huit nouveaux animaux :
- Bison d’Europe
- Sanglier
- Saïga
- Cygne tuberculé
- Ours lippu
- Takin
- Carcajou
- Tortue d’Hermann

Le DLC « Animaux de la Ferme » ajoute sept nouveaux animaux, tous domestiqués :
- Poule Sussex
- Vache Highland
- Alpaga
- Chèvre alpine
- Âne commun d’Amérique
- Mouton Hill Radnor
- Porc Tamworth

Le DLC « Propriétaires de zoos » ajoute sept animaux :
- Chat de Pallas
- Markhor
- Babouin Hamadryas
- Ours à lunettes
- Tortue sillonnée
- Dik-dik de Kirk
- Propithèque de Coquerel

Une mise à jour anniversaire (1.18) ajoute un animal :
- Léopard d’Afrique

Le DLC « Amériques » ajoute sept animaux :
- Coyote
- Ocelot
- Nandou d’Amérique
- Chien des buissons
- Saki à face blanche
- Flamant des Caraïbes
- Mouflon canadien

Le DLC « Asie » ajoute sept animaux :
- Ratel
- Éléphant de Bornéo
- Antilope nilgaut
- Chien viverrin du Japon
- Antilope cervicapre
- Ouandérou
- Cerf du père David

Une mise à jour gratuite (1.20) ajoute un animal de vivarium :
- Pachliopta jophon

Les animaux, contrôlés par une intelligence artificielle, se comportent de façon à imiter leurs homologues réels. Chaque espèce a ses propres exigences et besoins que le joueur doit satisfaire. Chaque animal a son propre génome, qui indique son espérance de vie, sa taille, sa santé et sa fertilité. Le jeu comporte également un système de reproduction poussé et la consanguinité peut avoir des conséquences négatives sur la santé des animaux. Le joueur a accès à des fiches descriptives sur chaque espèce du jeu. Il est possible d'obtenir des animaux rares, principalement albinos ou leuciques, en faisant de l'élevage. Le joueur doit répondre au maximum aux besoins des animaux afin de satisfaire leur humeur et les rendre heureux afin d'augmenter la visibilité du zoo. Si les animaux sont négligés, la popularité du zoo diminue et des manifestants apparaîtront pour se plaindre,.

### Gestion du parc
Le joueur doit satisfaire les visiteurs de son zoo en leur proposant de la nourriture et des boissons à des endroits judicieusement choisis car devant gérer l'espace et s'assurer que les visiteurs n'aient pas trop à marcher pour trouver ce qu'ils désirent. Il doit embaucher les employés et gérer son personnel ainsi que la construction et le bon fonctionnement des bâtiments, comme l'électricité. Le joueur a accès a une interface assez détaillée des dépenses et des coûts de ses actions, et peut fixer les prix d'entrée du zoo. Il doit gérer les évasions d'animaux s'il y a lieu, mais, contrairement à Zoo Tycoon, les prédateurs n'attaquent que les autres animaux et jamais les visiteurs. Le joueur à la possibilité de placer des moyens de locomotion comme des promenades en safari automobile, des télécabines ou encore des monorails afin de permettre aux visiteurs de pouvoir aller d'un point à un autre du zoo sans se fatiguer tout en pouvant voir les animaux. Le jeu propose un cycle jour-nuit dynamique ainsi que des éléments météorologiques.

### Modes de jeu
Le jeu propose un mode campagne, un mode bac à sable. Dans le mode franchise, le joueur peut partager son zoo en ligne avec la communauté, acquérir des animaux d'autres joueurs ou céder ses propres animaux à ces derniers. Le joueur dispose d'une large gamme d'objets de décoration et de plantes afin d'embellir son parc. Un système de terraformation poussé permet la création de cavernes, grottes et cascades. Le joueur peut ainsi à sa guise placer n'importe quel objet dans n'importe quelle position et modifier l'environnement, et ainsi créer des infrastructures et des paysages immenses et fantaisistes même. Il est possible de fusionner un ensemble d'objets afin de les déplacer simultanément, de créer des bâtiments et objets de décoration propres et de les partager avec la communauté via le Steam Workshop ou d'y acquérir les créations des autres joueurs.
Le joueur, dans le mode franchise, peut aussi participer en ligne à des défis coopératifs réguliers, qui sont l'un des moyens pour obtenir la seconde monnaie du jeu : les « crédits de conservation ». On les obtient aussi en relâchant des animaux dans la nature, ce qui permet d'obtenir des animaux avec des meilleures statistiques de santé, d'espérance de vie ou de reproduction.

### Bonus cachés
Lors de la sortie du Pack Amérique du Sud en avril 2020, Frontier Developpements ajoute des bonus cachés (cheat codes). Disséminés dans le jeu à la manière des œufs de Pâques (Easter eggs), il est possible de les activer en renommant un animal avec un nom de code précis, et de les désactiver en faisant la manipulation inverse. Chacun de ces noms de code — la plupart étant ceux de membres de l'équipe de développeurs du jeu — donne une particularité individuelle,.

## Distribution
- Colin McParlane (VF : Paul Borne) : Voix de Bernard Goodwin dit Bernie, propriétaire de zoos
- Noni Lewis (VF : Régine Teyssot) : Voix de Nancy Jones, responsable des soigneurs
- Dave Jones (VF : Pierre-François Pistorio) : Voix de Dominic Myers, le propriétaire de zoos mercantile
- Secunda Wood (VF : Déborah Claude) : Voix de Emma Goodwin, fille de Bernard Goodwin

## Développement

### Annonce
Après que Frontier Developments a enregistré, en avril 2017, une marque commerciale pour un nouveau jeu vidéo appelé Planet Safari. La sortie prochaine du jeu ainsi que son titre sont annoncés officiellement le 24 avril 2019. Cette annonce attire beaucoup l'attention des nombreux fans de la série Zoo Tycoon originale en partie déçus par les changements importants apporté par le jeu Zoo Tycoon de 2013,.
Lors de l’Electronic Entertainment Expo, le 10 juin 2019, le développeur annonce la sortie du jeu pour le 5 novembre 2019 uniquement sur Windows, via les plateformes en ligne de Steam et de FrontierStore, avec une édition standard et une édition dite « Deluxe » offrant, outre des animaux exclusifs, la bande originale du jeu et des fonds d’écran. Les joueurs passant précommande pour la version Deluxe ont un accès à la bêta offert,.

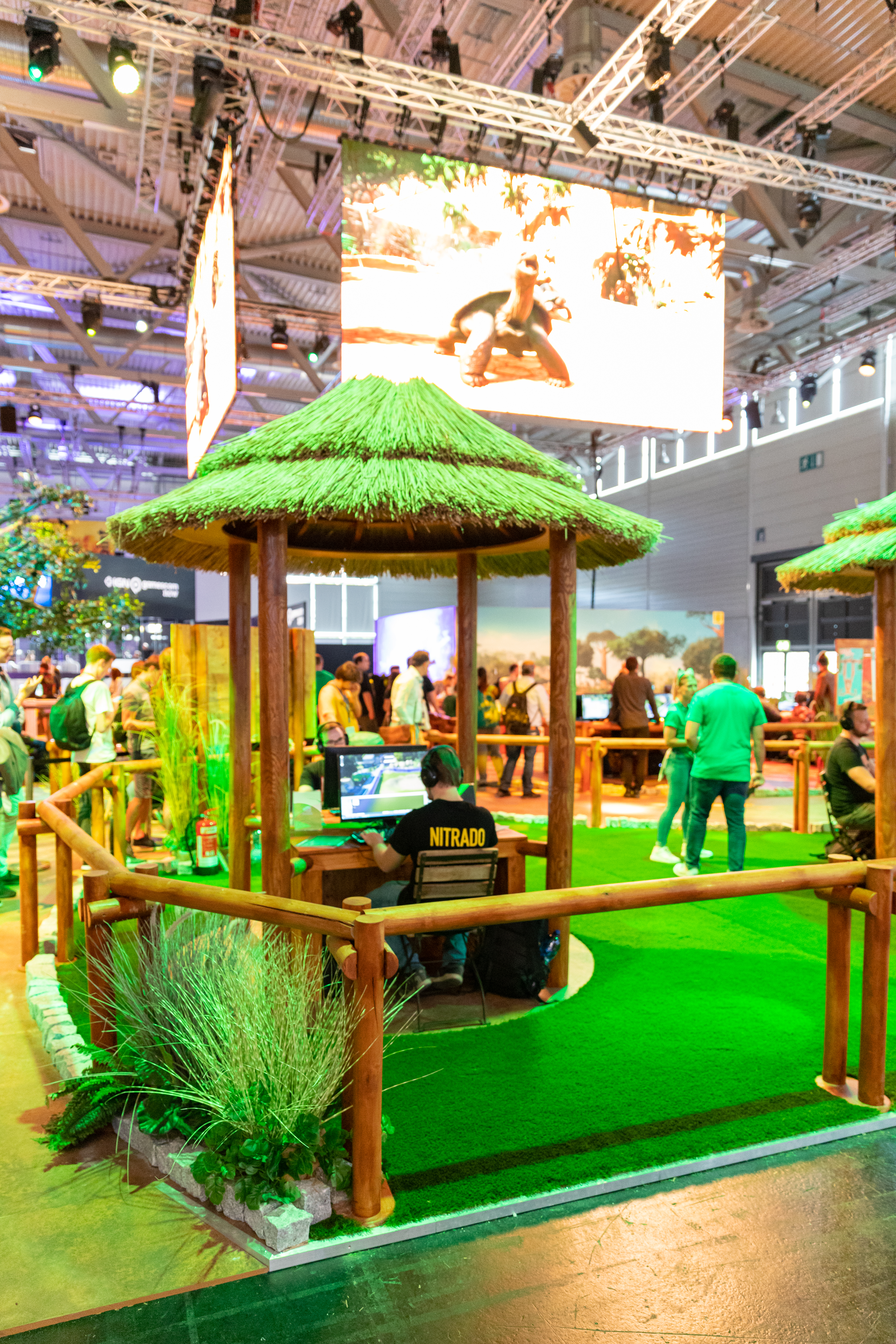
Stand de Planet Zoo à la Gamescom 2019.

Lors de la Gamescom, le 19 août 2019, Frontier Developments, le développeur, annonce une sortie de la bêta du jeu du 24 septembre au 8 octobre 2019 permettant aux joueurs ayant précommandé la version Deluxe de découvrir le jeu en avant-première.

### Contenus additionnels et mises à jour
Comme pour les jeux Planet Coaster et Jurassic World Evolution réalisés par le même studio, le jeu se voit adjoindre au fil du temps divers contenus additionnels téléchargeables ainsi que des mises à jour améliorant le gameplay du jeu lui-même et proposant de nouveaux éléments inédits, tels de nouveaux animaux et de nouvelles décorations. Chaque contenu additionnel porte sur une région précise, et la mise à jour — gratuite — correspondant à celui-ci sort le même jour.
| Contenu additionnel          | Date de sortie    | Ajouts                                                                                                   | Réf.   |
| ---------------------------- | ----------------- | --- | ------ |
| Edition Deluxe               | 5 novembre 2019   | - Trois animaux ; - La bande-son officielle du jeu (18 morceaux de musique) ; - Plusieurs fonds d'écran. | ,      |
| Pack Arctique                | 17 décembre 2019  | - Quatre animaux ; - Deux scénarios chronométrés ; - Objets décoratifs.                                  | ,      |
| Pack Amérique du Sud         | 7 avril 2020      | - Cinq animaux ; - Objets décoratifs.                                                                    | ,      |
| Pack Australie               | 25 août 2020      | - Cinq animaux ; - Objets décoratifs.                                                                    | ,      |
| Pack Aquatique               | 8 décembre 2020   | - Cinq animaux ; - Un scénario chronométré ; - Intégration des cours d'eau ; - Objets décoratifs.        | ,      |
| Animal Pack Asie du Sud-Est  | 30 mars 2021      | - Huit animaux ; - Un scénario chronométré.                                                              | ,      |
| Pack Afrique                 | 22 juin 2021      | - Cinq animaux ; - Un scénario chronométré ; - Objets décoratifs.                                        | ,      |
| Animal Pack Amérique du Nord | 4 octobre 2021    | - Huit animaux ; - Un scénario chronométré ; - Objets décoratifs.                                        | ,      |
| Pack Europe                  | 14 décembre 2021  | - Cinq animaux ; - Un scénario chronométré ; - Objets décoratifs.                                        | ,      |
| Animal Pack Zones Humides    | 12 avril 2022     | - Huit animaux ; - Un scénario chronométré ; - Objets décoratifs.                                        | ,      |
| Pack Préservation            | 21 juin 2022      | - Cinq animaux ; - Un scénario chronométré ; - Objets décoratifs.                                        | ,      |
| Pack Crépuscule              | 18 octobre 2022   | - Cinq animaux ; - Un scénario chronométré ; - Objets décoratifs.                                        | ,      |
| Animal Pack Prairies         | 13 décembre 2022  | - Huit animaux (papillons déclinés sous 5 espèces); - Un scénario chronométré ; - Objets décoratifs      | ,      |
| Pack Tropical                | 4 avril 2023      | - Cinq animaux; - Un scénario chronométré; - Objets décoratifs                                           | ,      |
| Pack Zones Arides            | 20 juin 2023      | - Huit animaux; - Un scénario chronométré;                                                               | ,      |
| Pack Océanie                 | 19 septembre 2023 | - Cinq animaux; - Un scénario chronométré; - Objets décoratifs                                           | ,      |
| Pack Eurasie                 | 13 décembre 2023  | - Huit animaux; - Un scénario chronométré;                                                               |        |
| Pack Animaux de la Ferme     | 30 avril 2024     | - Sept animaux; - Un scénario chronométré; - Objets décoratifs                                           | [ 62 ] |
| Pack Propriétaire de zoo     | 15 octobre 2024   | - Sept animaux; - Un scénario chronométré; - Objets décoratifs                                           | [ 63 ] |

## Accueil

### Critiques
À sa sortie, le jeu dans sa globalité reçoit des critiques et retours généralement positifs de la part de la presse et des médias, notamment selon le site agrégateur de critiques Metacritic . Le jeu est ainsi beaucoup salué pour ses graphiques, le réalisme des animaux, l'attention prêtée aux détails, le comportement animal poussé, ses solides outils de construction, sa valeur éducative sur la conservation de la faune, la profondeur de la gestion et de l'économie, et est interprété comme offrant aux joueurs une réalisation et une approche inégalées pour concevoir un parc zoologique. Les joueurs ne sont limités que par leur propre créativité, au contraire des précédents jeux de simulation basés sur les zoos, en s'inspirant du Planet Coaster de 2016, le précédent jeu du studio.
Le site IGN considère le jeu comme « largement satisfaisant » et impressionnant « par une énorme quantité de personnalisations ». Le site web d'actualité spécialisé dans le jeu vidéo Destructoid salue le jeu et considère qu'il parvient avec succès à capturer l'esprit de la franchise Zoo Tycoon, que le site Kotaku décrit comme « l'un des grands bacs à sable du jeu »,. D'autres critiques, comme GameStar, décrivent le jeu comme le meilleur jeu de gestion de son type de son temps.
Cependant, les avis sur certaines mécaniques du jeu sont plus mitigés. Par exemple, le site Polygone décrit certains mécanismes (comme le bien-être des invités, du personnel et des animaux) comme nécessitant une attention presque écrasante de micro-gestion. Le magazine GameInformer énonce que le jeu possède « un niveau de patience déraisonnable » qui crée « une barrière autour de ses meilleures qualités ». Le site GameSpot présente le jeu tel un « safari sur tableur » qui, parfois, « trébuche […] sous le poids de ses propres systèmes ». D'autres éléments du jeu sont aussi critiqués dans cette même voie, comme une courbe d'apprentissage abrupte et nécessitant de fait une plus grande attention à la gestion, et pouvant possiblement rebuter certains joueurs davantage attirés par les animaux que par les éléments plus important de la gestion du jeu. La mécanique du système des bâtiments et celui concernant la mise en place de chemins en particulier sont également décrits comme très difficiles à mettre en place, surtout pour les nouveaux joueurs (et notamment pour ceux n'ayant pas joué au jeu Planet Coaster au préalable).
Concernant les mises à jour et les divers packs en guise d'extensions incluant de nouveaux animaux et décors, la méthode adoptée par les développeurs est également bien accueillie. Les développeurs attachent une attention particulière à la communauté du jeu afin de répondre aux exigences et critiques des joueurs concernant les éléments à améliorer comme les systèmes de gestion et de construction. Certains joueurs, par exemple, recommandant d'augmenter le nombre d'animaux supplémentaires par pack, c'est le cas à partir du Pack Asie du Sud-Est qui inclut huit animaux au lieu de cinq pour les précédents,,,. Globalement, les développeurs préfèrent créer des packs avec un contenu réduit mais paraissant plus fréquemment (tous les trois mois environ), plutôt que des packs d'extensions avec un grand contenu mais de parutions plus espacées, tels ceux de la série Zoo Tycoon.

### Distinctions
Le 19 août 2019, lors de la cérémonie de la Gamescom Awards, Planet Zoo est élu meilleur jeu dans sa catégorie. Lors des Global Game Awards 2019, le jeu est nommé dans la catégorie meilleur exclusivité PC et il est élu meilleur jeu de management. En février 2020, lors des NAVGTR Awards, Planet Zoo est élu meilleur jeu de simulation. Le 3 mars 2020, le jeu est nommé lors des 16e British Academy Games Awards dans la catégorie meilleure jeu britannique.
| Prix                 | Date            | Catégorie                  | Résultat   |
| -------------------- | --------------- | -------------------------- | ---------- |
| Gamescom Awards      | 19 août 2019    | Meilleur jeu de simulation | Lauréat    |
| Global Game Awards   | décembre 2019   | Meilleur exclusivité PC    | Nomination |
| Global Game Awards   | décembre 2019   | Meilleur jeu de management | Lauréat    |
| Steam Awards         | décembre 2019   | Gameplay le plus innovant  | Nomination |
| NAVGTR Awards        | 24 février 2020 | Meilleur jeu de simulation | Lauréat    |
| British Games Awards | 3 mars 2020     | Meilleur jeu britannique   | Nomination |

### Ventes
En 2020, le jeu se vend à plus d'un million d'exemplaires en l'espace de six mois,.